# Identyfikacja (socjologia)
Identyfikacja w socjologii to jeden z mechanizmów socjalizacji, polegający na akceptacji lub trwałym uwewnętrznieniu wartości, norm i wzorów zachowania innych jednostek lub grup społecznych. Spełnia podstawową rolę w rozwoju osobowości, moralności i tożsamości płciowej jednostki.
Wyróżnia się między innymi: 
- identyfikację z grupą etniczną, której jest się członkiem (identyfikacja etniczna);
- identyfikację z klasą społeczną, na ogół wynikającą z faktu przynależności do niej, choć czasem występującą również z pobudek politycznych lub etycznych (identyfikacja klasowa);
- identyfikację z agresorem, spowodowaną strachem, następującą przez mechanizm introjekcji (identyfikacja obronna).